# Улица Эзермалас (Рига)

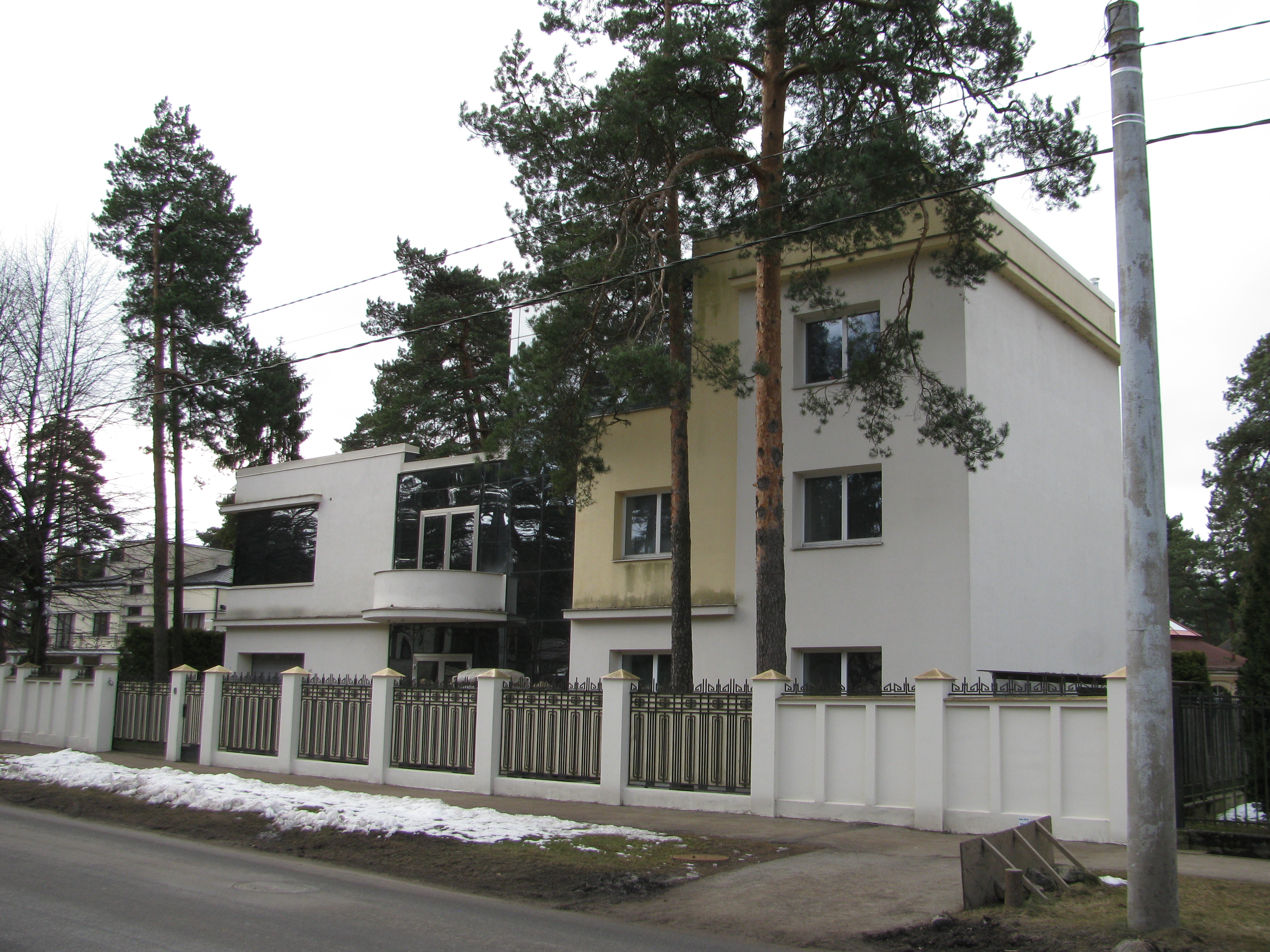
Улица Эзермалас, 61

Улица Э́зермалас (латыш. Ezermalas iela — Приозёрная) — улица в Северном районе Риги, в микрорайонах Чиекуркалнс и Межапаркс. Пролегает в северо-западном и северном направлении, от улицы Вискалю до проспекта Межа. Общая длина улицы — 2826 метров.
На всём протяжении покрыта асфальтом. Движение по улице двустороннее. По всей улице проходит маршрут автобуса № 9, а на участке от перекрёстка с улицей Кишэзера до конца улицы — также автобуса № 48.
Часть улицы Эзермалас, относящуюся к Чиекуркалнсу (от начала улицы до пересечения с улицей Кишэзера), планируется включить в состав первого этапа проектируемого Северного транспортного коридора.

## История
Улица проложена в 1902 году, первоначально под названием улица Ваза (латыш. Vazās iela, нем. Wasastraße) — в честь династии шведских королей, владевших Ригой с 1621 по 1654 год. Первоначально улица проходила от Плеттенбергской (сегодня улица Кишэзера) до Самсонской улицы (сегодня улица Аннас Саксес); в 1920-е годы была продлена до проспекта Межа. Современное название получила в 1923 году; других переименований улицы не было.

## Застройка и достопримечательности
7 зданий на улице Эзермалас признаны памятниками архитектуры местного значения.
До Первой мировой войны на улице Эзермалас, 2 находилась джутовая мануфактура, а с 1953 до начала 1990-х годов — Рижское высшее военное авиационное инженерное училище.
- Дом 8 — Национальная академия обороны Латвии.
- Дом 28 — лютеранская церковь Густава Адольфа[lv], памятник архитектуры (1904—1927).
- Дом 30 — отель и спорткомплекс «Кейзармежс»[8].
- Дом 49 — бывшая вилла Роберта Бульмеринга (проект профессора РПИ Эдуарда Купфера).
- Дом 61 — частный дом, построенный по проекту М. Озмидова и Н. Херцберга, памятник архитектуры (1934).

## Прилегающие улицы
Улица Эзермалас пересекается со следующими улицами:
- улица Вискалю
- улица Кишэзера
- улица Мирдзас Кемпес
- улица Судрабу Эджус
- улица Аннас Саксес
- улица Роберта Фелдманя
- улица Бременес
- улица Хамбургас
- улица Либекас
- улица Стокхолмас
- улица Эмила Дарзиня
- улица Цимзес
- проспект Межа